# (4222) Nancita
(4222) Nancita es un asteroide perteneciente al cinturón de asteroides, descubierto el 13 de marzo de 1988 por Eleanor F. Helin desde el Observatorio del Monte Palomar, Estados Unidos.

## Designación y nombre
Designado provisionalmente como 1988 EK1. Fue nombrado Nancita en homenaje a “Nancy Coker Helin”, nuera de la descubridora.